# Jan Knopf

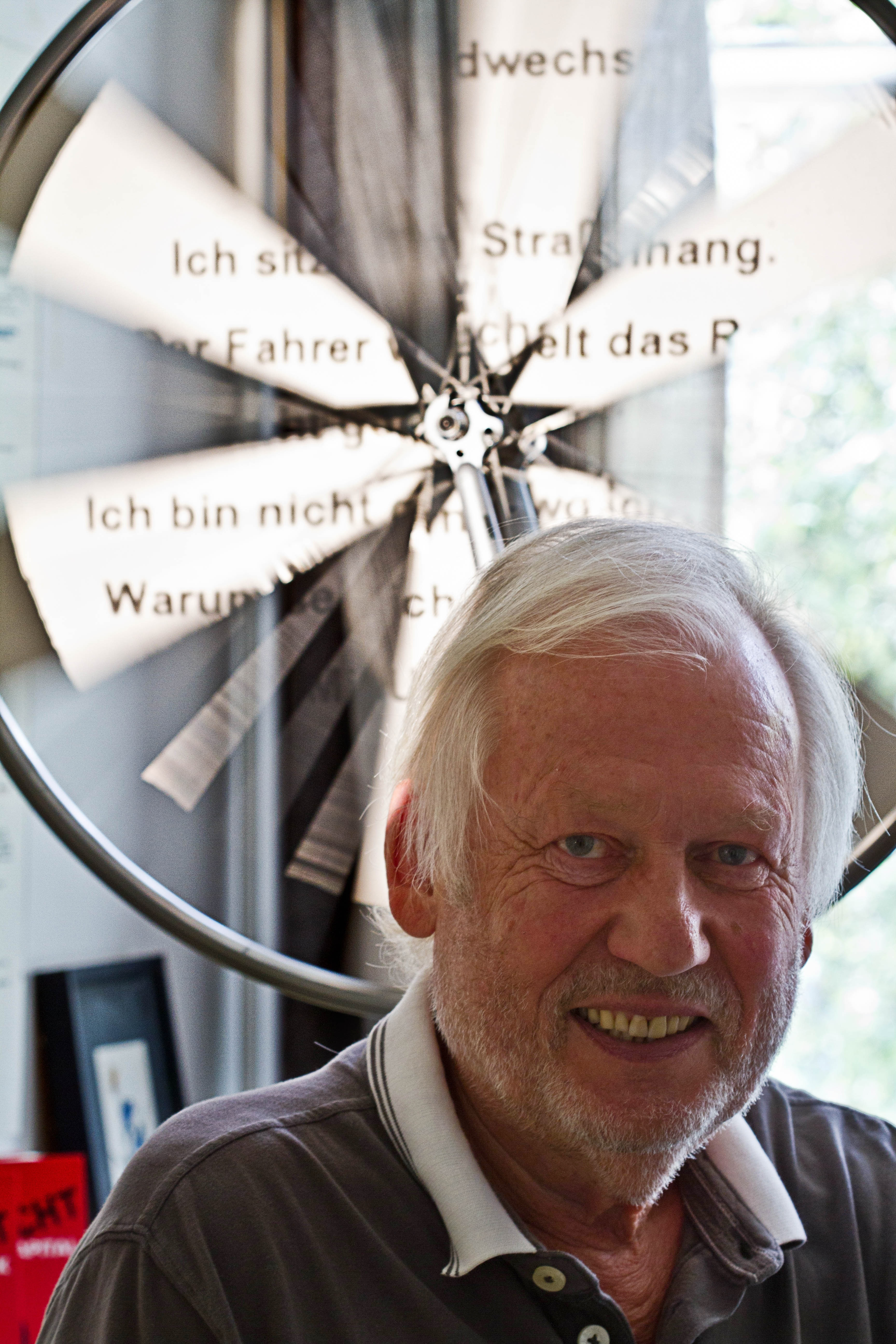
Jan Knopf

Jan Knopf (* 10. Juli 1944 in Arnstadt) ist ein deutscher Literaturwissenschaftler und Leiter der Arbeitsstelle Bertolt Brecht (ABB) am Karlsruher Institut für Technologie, vormals Universität Karlsruhe, Fridericiana (TH).

## Werdegang
Jan Knopf lebte bis zu seiner Flucht in die Bundesrepublik 1958 in Chemnitz/Karl-Marx-Stadt. 1965 machte er sein Abitur in Hannover und studierte dann Deutsche Philologie, Philosophie, Mittlere und neuere Geschichte, sowie gleichzeitig Deutsch und Geschichte auf Lehramt in Göttingen. Im Juli 1972 erfolgte die Promotion mit einer Dissertation über Kalendergeschichten, insbesondere Hebels und Brechts, im Dezember 1972 das Staatsexamen in Göttingen. Ab Oktober 1972 war Jan Knopf als wissenschaftlicher Assistent am Institut für Literaturwissenschaft der Universität Karlsruhe (jetzt Karlsruher Institut für Technologie) tätig. 1977 erfolgte die Habilitation mit einer Arbeit über den Roman der frühen Neuzeit (Wickram, Grimmelshausen, Schnabel) und die Ernennung zum Privatdozenten, 1984 die Ernennung zum Professor. 1988 arbeitete Knopf am Plebiszit gegen Pinochet in Santiago de Chile mit (ausgezeichnet mit der „Roten Copihue“). Seit 1989 ist er Leiter der Arbeitsstelle Bertolt Brecht (ABB) am Institut für Literaturwissenschaft der Universität, jetzt Institut für Germanistik am KIT (ab 2016 in der Westhochschule, Campus Süd). Die ABB umfasst die größte Dokumentensammlung zu Bertolt Brecht, seiner Zeit und seiner Themen, auf der Basis des Materials der GBA (s. u.) aus Berlin, Tübingen, Frankfurt und Karlsruhe, zur Brecht-Chronik von Werner Hecht und zu den Materialien-Bänden der Suhrkamp-Basis-Bibliothek. Die ABB kooperiert mit zahlreichen Forschungseinrichtungen in aller Welt, u. a. mit der ABB Osaka/Japan, dem Brecht-Zentrum Korea, Miryang/Südkorea, mit dem Goethe-Institut Peking/VR China, und gestaltete auf wissenschaftlicher Basis die Augsburger Brechtfestivals von 2006–2015. An der ABB entsteht eine Dokumentation über die deutsch-deutsche Zusammenarbeit an der Großen kommentierten Berliner und Frankfurter Ausgabe in 30 Bänden (33 Teilbände) (= GBA) und ihrer polit-wissenschaftlichen Hintergründe in der ehemaligen DDR und BR Deutschland. Die Auswertung des umfangreichen und noch nicht ausgewerteten Materials der ABB wird mit Einzelpublikationen weitergeführt. Sobald die Rechte-Fragen geklärt sind, werden auch wieder korrigierte Brecht-Ausgaben möglich sein, die an der ABB bereits fertig vorliegen (u. a. Lehrstück, Hauspostille, Svendborger Gedichte, Aufstieg und Fall der Stadt Mahagonny (Erstfassung), Mann ist Mann (Urfassung von 1925 = Erstdruck)).

## Fachgebiete
Zu seinen Fachgebieten gehören: Literaturwissenschaft (insbesondere deutsche Literatur von der frühen Neuzeit bis zur Gegenwart), Literatur und Theater des 20. Jahrhunderts, Literaturtheorie, die Autoren Bertolt Brecht, Johann Peter Hebel, Friedrich Dürrenmatt, Johann Wolfgang von Goethe und Thomas Mann. Weitere Schwerpunkte sind Editionswissenschaft, Literaturtheorie (Technifizierung der Literatur), Literatur und Naturwissenschaften, Philosophie, insbesondere Georg Wilhelm Friedrich Hegel, Karl Marx und Friedrich Nietzsche, sowie Sprachtheorie (materialistisch).

## Projekte
- 1991 Gastprofessor an der Universität Greifswald (Aufbauprogramm Ost des DAAD)
- Theater und Literaturkritiken für Theater heute, Spiegel, Die Zeit u. a.
- Regie am Insel-Theater in Karlsruhe
- Kabarett beim „Donau-Festival Ost-West“ 1989 in Ulm, zugleich wissenschaftlicher Berater des künstlerischen Leiters Pierre-Jean Valentin
- 2006–2008 wissenschaftlicher Berater des abc-Festivals Augsburg, künstlerischer Leiter: Albert Ostermaier
- 2009 Ausstellung Glotzt nicht so romantisch! in Zusammenarbeit mit der Literarischen Gesellschaft Karlsruhe im PrinzMaxPalais Karlsruhe (Visualisierung von Texten Bertolt Brechts)
- 2010–2016 wissenschaftlicher und dramaturgischer Berater des Brechtfestivals Augsburg.
- 2010–2015 Projekte mit Südkorea: Brecht-Zentrum Korea, Leitung: Won-Yang Rhie, Träger des Bundesverdienstkreuzes 1. Klasse, mit Mittelpunkt Theater; Zusammenarbeit mit der Street Theatre Troupe (STT), Seoul und Busan/Südkorea.
- 2008–2018 Projekte mit der ABB Osaka/Japan, Leitung Akira Ichikawa, mit Zentrum: Brecht und Musik sowie Berliner Ensemble (Projekt bis 2013), ab März 2013 (bis Ende 2016) Theaterarbeiten des Bertolt Brecht.
- Das vereitelte „Jahrhundertprojekt“: Die deutsch-deutsche Brecht-Ausgabe zwischen den Fronten nach der Wende. Der fortgesetzte kalte Krieg der Literaturwissenschaft. 2020.
- Vollständige Neubearbeitung des Brecht-Handbuchs in 2 Bänden.
- BB18! Das Camp der Zukunft, Chur, 27.–30. September 2018, Brechts Radiotheorie und die Renaissance 2.0.
- 2010–2019 Kommentierte Lese- und Studienausgabe der Werke Johann Peter Hebels in Zusammenarbeit mit der Literarischen Gesellschaft Karlsruhe.
- Neubearbeitung des Brecht-Handbuchs im Verlag J. B. Metzler (Springer nature) auf digitaler Basis; Beginn mit den Medien-Stücken, bisher bekannt als „Lehrstücke“ (Lindberghflug, Lehrstück, Maßnahme).
- Todeskommando als Apparaterlebnis. Die Heldenlieder am Beginn der globalen technischen Revolution 1927/29. Badische Landesbühne Bruchsal, Oktober 2019.

## Publikationen (Auswahl)

### Bücher
- Geschichten zur Geschichte. Kritische Tradition des »Volkstümlichen« in den Kalendergeschichten Hebels und Brechts. J.B. Metzler, Stuttgart 1973. (= Phil. Dissertation Göttingen 1972). Ab 2016: Springer Nature, Berlin-Heidelberg; auch als E-Book.
- Bertolt Brecht. Ein kritischer Forschungsbericht. Fragwürdiges in der Brecht Forschung. (Fischer Athenäum Taschenbücher 2028). Fischer Athenäum, Frankfurt am Main 1974.
- mit Jan M. Broekman (Hrsg.): Konkrete Reflexion. Festschrift für Hermann Wein zum 60. Geburtstag. (Herausgeber zusammen). Martinus Nijhoff, Den Haag 1975.
- Friedrich Dürrenmatt. (Autorenbücher 3). C.H. Beck/edition text+kritik, München 1976 (4. Auflage 1988).
- Frühzeit des Bürgers. Erfahrene und verleugnete Realität in den Romanen Wickrams, Grimmelshausens, Schnabels. J.B. Metzler, Stuttgart 1978. (= Habil.-Schrift Karlsruhe)
- Brecht-Handbuch Theater. Eine Ästhetik der Widersprüche. J.B. Metzler, Stuttgart 1980. Ab 2016: Springer Nature Berlin-Heidelberg; auch als E-Book.
- Bertolt Brecht. Der gute Mensch von Sezuan. (Grundlagen und Gedanken zum Verständnis des Dramas). Diesterweg, Frankfurt am Main 1982.
- Brechts „Guter Mensch von Sezuan“. Materialien. (Suhrkamp Taschenbuch 2021). Suhrkamp, Frankfurt am Main 1982.
- Alltages-Ordnung. Ein Querschnitt durch den alten Volkskalender. Aus württembergischen und badischen Kalendern zusammengestellt und erläutert von J'K'. Wunderlich, Tübingen 1983.
- Brecht-Journal. (edition suhrkamp. NF 1191). Suhrkamp, Frankfurt am Main 1983.
- Die deutsche Kalendergeschichte. Ein Arbeitsbuch. (Suhrkamp Taschenbuch 2031). Frankfurt a. M. 1983.
- Johann Peter Hebel: Schatzkästlein des rheinischen Hausfreundes. Nachdruck der Ausgabe von 1811 sowie sämtliche Kalendergeschichten aus dem »Rheinländischen Hausfreund« der Jahre 1808–1819. Herausgegeben und mit einem Nachwort versehen (Insel Taschenbuch 719). Insel-Verlag, Frankfurt am Main 1984 (8. Auflage 2012).
- Brecht-Handbuch Lyrik, Prosa, Schriften. Eine Ästhetik der Widersprüche. J.B. Metzler, Stuttgart 1984. Ab 2016: Springer Nature, Berlin-Heidelberg; auch als E-Book.
- Bertolt Brecht. Die heilige Johanna der Schlachthöfe. (Grundlagen und Gedanken zum Verständnis des Dramas). Diesterweg, Frankfurt am Main 1985.
- Bertolt Brechts »Buckower Elegien«. mit Kommentaren von Jan Knopf.(edition suhrkamp, 1397). Suhrkamp, Frankfurt am Main 1985 (6. Auflage 2013).
- Brechts »Heilige Johanna der Schlachthöfe«. Materialien.(Suhrkamp Taschenbuch 2049). Suhrkamp, Frankfurt am Main 1986.
- Brecht-Journal 2. (edition suhrkamp, 1396). Suhrkamp, Frankfurt am Main 1986
- Brecht-Handbuch. Sonderausgabe. 2 Bände. J.B. Metzler, Stuttgart 1986. (mehrere weitere Auflagen und Raubdrucke in Korea, China, Japan).
- (Hrsg.): Interpretationen. Gedichte von Bertolt Brecht. (Reclams Universal-Bibliothek. 8814). Philipp Reclam jun., Stuttgart 1995 (weitere Auflagen)
- Gelegentlich: Poesie. Ein Essay über die Lyrik Bertolt Brechts. Suhrkamp, Frankfurt am Main 1996.
- mit Werner Hecht, Wolfgang Jeske (Hrsg.): Bertolt Brecht: Ausgewählte Werke in sechs Bänden. Suhrkamp Verlag, Frankfurt am Main 1997. (= Jubiläumsausgabe zum 100. Geburtstag)
- Bertolt Brechts »Terzinen über die Liebe«. Suhrkamp, Frankfurt am Main 1998.
- Bertolt Brecht. (Reclams Universal-Bibliothek, 17619). Philipp Reclam jun., Stuttgart 2000 (weitere Auflagen)
- (Hrsg.): Bertolt Brecht: Die Gedichte. Suhrkamp, Frankfurt am Main 2000.
- mit Werner Hecht, Werner Mittenzwei, Klaus-Detlef Müller (Hrsg.): Bertolt Brecht: Werke. Große kommentierte Berliner und Frankfurter Ausgabe in 30 Bänden (33 Teilbände). Suhrkamp, Frankfurt am Main / Berlin / Weimar (Sonderausgabe in 32 Teilbänden + Beiheft, 2003)
- (Hrsg.): Bertolt Brecht: Kalendergeschichten. (Bibliothek Suhrkamp 1343). Suhrkamp, Frankfurt am Main 2001.
- (Hrsg.): Brecht-Handbuch. Band 1: Stücke. J.B. Metzler, Stuttgart 2001. Ab 2016: Springer Nature, Berlin-Heidelberg; auch als E-Book.
- (Hrsg.): Brecht-Handbuch. Band 2: Gedichte. J.B. Metzler, Stuttgart 2001. Ab 2016: Springer Nature, Berlin-Heidelberg; auch als E-Book.
- (Hrsg.): Brecht-Handbuch. Band 3: Prosa, Filme, Drehbücher. J.B. Metzler, Stuttgart 2002. Ab 2016: Springer Nature, Berlin-Heidelberg; auch als E-Book.
- (Hrsg.): Brecht-Handbuch. Band 4: Schriften, Journale, Briefe. J.B. Metzler, Stuttgart 2003. Ab 2016: Springer Nature, Berlin-Heidelberg; auch als E-Book.
- (Hrsg.): Brecht-Handbuch. Band 5: Register, Chronik, Materialien. J.B. Metzler, Stuttgart 2003. Ab 2016: Springer Nature, Berlin-Heidelberg; auch als E-Book.
- Bertolt Brecht: Kalendergeschichten. (Suhrkamp Taschenbuch 3443). Suhrkamp, Frankfurt am Main 2002.
- Bertolt Brecht: Die Flaschenpost und andere Erzählungen aus der Weimarer Zeit. Frankfurt am Main 2003.
- mit Fritz Hennenberg (Hrsg.): Brechts »Mahagonny«. Suhrkamp, Frankfurt am Main 2003.
- (Hrsg.): Brecht-Handbuch. Band 5: Register, Chronik, Materialien. J.B. Metzler, Stuttgart 2003.
- mit Werner Hecht, Wolfgang Jeske (Hrsg.): Bertolt Brecht: Ausgewählte Werke in 6 Bänden. (Suhrkamp Taschenbuch 3732). Suhrkamp Verlag, Frankfurt am Main 2005.
- Bertolt Brecht. Leben – Werk – Wirkung. (Suhrkamp Basis-Biographie. 16). Suhrkamp, Frankfurt am Main 2006 (3. Auflage 2018). Übersetzungen ins Koreanische 2007, ins Bulgarische 2010.
- (Hrsg.): Bertolt Brecht: Die Gedichte. Suhrkamp Verlag, Frankfurt am Main 2007.
- (Hrsg.): Bertolt Brecht. Die Gedichte. (insel taschenbuch 3331). Insel Verlag, Frankfurt am Main 2008 (weitere Auflagen).
- (Hrsg.): Der neue Brecht. Königshausen & Neumann, Würzburg 2006–2016:
  - Band 1 Frank. D. Wagner: Antike Mythen. Kafka und Brecht. Der neue Brecht. 2006. 2. Auflage 2012.
  - Band 2 Simon Karcher: Sachlichkeit und elegischer Ton – Die späte Lyrik von Gottfried Benn und Bertolt Brecht – ein Vergleich. 2006.
  - Band 3 Reinhold Grimm: Die Erweiterung des Kontinents. Brechts „Dreigroschenoper“ in Nigeria und der Türkei. 2007.
  - Band 4 Barbara Konietzny-Rüssel: Der Medienpraktiker Bertolt Brecht. Interviews, Rundfunkgespräche und Gesprächsprotokolle in der Weimarer Republik. 2007.
  - Band 5 Stephen Brockmann, Mathias Mayer, Jürgen Hillesheim (Hrsg.): Ende, Grenze, Schluss? Brecht und der Tod. 2008.
  - Band 6 Denise Kratzmeier: Es wechseln die Zeiten. Die Bedeutung von Geschichte in Werk und Ästhetik Bertolt Brechts. 2010.
  - Band 7 Simone Finkele: Substrat antiker Tradierung. Brechts Feldherrenmodell Lukullus. 2011.
  - Band 8 Mathias Mayer (Hrsg.): Der Philosoph Bertolt Brecht. 2011.
  - Band 9 Andreas Zinn: Bildersturmspiele. Intermedialität im Werk Bertolt Brechts. 2011.
  - Band 10 Jürgen Hillesheim: „Instinktiv lasse ich hier Abstände...“. Bertolt Brechts vormarxistisches Episches Theater. 2011.
  - Band 11 Jürgen Hillesheim: Bertolt Brechts Hauspostille. Einführung und Analysen sämtlicher Gedichte. 2013.
  - Band 12 Reinhold Grimm: Brecht und Goethe als Moritatensänger. Eine rhapsodische Betrachtung. 2014.
  - Band 13 Frank D. Wagner: Hegel und Brecht. Zur Dialektik der Freiheit. 2015.
  - Band 14 Jürgen Hillesheim (Hrsg.): „Man muss versuchen, sich einzurichten in Deutschland!“ Brecht in den Zwanzigern. 2015.
  - Band 15 Frank D. Wagner: Mythos der Nation. Bronnen und Brecht. 2015.
  - Band 16 Jürgen Hillesheim (Hrsg.): „So machten die´s mit was aus Fleisch und Bein ...“ Ein spektakulärer Mordfall und ein Gedicht Bertolt Brechts. 2016. (Beziehbar nur über die Arbeitsstelle Bertolt Brecht am KIT (ABB), Karlsruhe)
- Bertolt Brecht. Lebenskunst in finsteren Zeiten. Biografie. Hanser, München 2012. – Übersetzungen ins Chinesische (Peking: Social Science Academic Press 2018), Amerikanische (New Haven: Yale University Press 2020).
- mit Gernot Meier (Hrsg.): Bertolt Brecht. Vertriebener zwischen den Welten. Karlsruhe, Evangelische Akademie Baden 2015 (= Herrenalber Forum. 78).
- Bertolt Brechts Erfolgsmarke. Dreigroschen für Fressen und Moral. Stuttgart: J. B. Metzler / Springer Nature, Berlin-Heidelberg 2017; auch als E-Book.
- mit Hansgeorg Schmidt-Bergmann, Franz Littmann (Hrsg.): Johann Peter Hebel: Sämtliche Werke. Kommentierte Lese- und Studienausgabe in 6 Bänden. Wallstein: Göttingen 2019.
- Globulus. Weltabschiedsblicke auf Erdumrundung Süd. 2013 geworfen und ausschweifend aufgelesen von J. K. 2020.
- Poesie der Einbeutung. Eine Theorie der Literatur. Pamphlet. Erscheint 2020.
- Brecht-Handbuch. Theater. Stuttgart: J.B. Metzler, Berlin-Heidelberg, Springer Nature 2021; auch als E-Book.
- Brecht-Handbuch. Lyrik, Prosa, Schriften. Stuttgart: J.B. Metzler, Berlin-Heidelberg, Springer Nature 2022; auch als E-Book.
- Der Genius in Goethes Gedichten. Erotica + Priapeia. Erscheint 2021.

### Filme
- Brecht – Die Kunst zu leben (2006). Dokumentation von Joachim Lang. Jan Knopf: Wissenschaftliche Beratung und Mitarbeit am Drehbuch. Ausgezeichnet mit dem Fernsehpreis LiteraVision 2007. Artikel in den Badischen Neuesten Nachrichten (2. August 2007). Erhältlich in der Bertolt Brecht Edition bei Arthaus.
- Mackie Messer – Brechts 3Groschenfilm (Zeitsprung Pictures: 2018). Bereitstellung der Quellen aus dem Material der ABB, Erarbeitung des – dann nur eklektisch verwendeten – Treatments (abgedruckt in: J.K.: Bertolt Brechts Erfolgsmarke, s. o., S. 79–110).

### Theater
- Kennen Sie Hebel? Uraufführung am 26. Juli 1996, Stadthalle Ettlingen, im Rahmen des 175-jährigen Jubiläums der Evangelischen Kirche in Baden.
- Der hinterlistige Hebel – Unerhörte Geschichten von Johann Peter Hebel. Szenische Collage. – Uraufführung: Sandkorn-Theater Karlsruhe, Ständehaus Karlsruhe, 12. Juli 2017. Heimattage Baden-Württemberg, Karlsruhe 2017.
- Die leichteste Todesstrafe. Eine Szene nach Johann Peter Hebel. Uraufführung: Schloss Karlsruhe, 22. Juli 2018. 200 Jahre Badische Verfassung, Karlsruhe 2018 (abgedruckt in: Badische Heimat, Heft 4, 2018 mit Dokumentation).

### Hörbücher
- Jan Knopf: Bertolt Brecht; gelesen von Ulrike Johannson und Peter Kaempfe. 2006.
- Jan Knopf: Spuren – Menschen, die uns bewegen: Bertolt Brecht; gelesen von Ben Becker. 2006.
- Der ausgefallene Lindberghflug. Hörspiel 2019 (ZKM, HfG, SWR).

### Aufsätze / Kritiken
Über 100 Aufsätze zu allen Interessen- und Spezialgebieten, publiziert national und international mit Schwerpunkten Südkorea und Japan; dazu zahlreiche Theaterkritiken, vor allem für Theater heute und den SWR, Theaterkritiken, Rezensionen und Reiseberichte für die Deutsche Volkszeitung, Literaturkritiken für DIE ZEIT und den SPIEGEL sowie Rezensionen zu wissenschaftlichen Beiträgen in den einschlägigen Fachzeitschriften wie Germanistik, Zeitschrift für Deutsches Altertum, Deutsche Vierteljahresschrift, Sinn und Form, Freibeuter, Simpliciana, Universitas u. v. a. Zuletzt:
- Brecht stand immer irgendwo auf der Abschussliste. Adelbert Reif im Gespräch mit dem Brecht-Biografen Jan Knopf.[1]
- „was sterben konnte starb – es waren zuviel“. Johann Peter Hebels >patriotisches< Schmachwort. In: allmende. Zeitschrift für Literatur 100, Karlsruhe, S. 96–109.
- Die Sinnmacher Bertolt Brechts Märchenstück über die Tuis': „Solch ein reinliches Blatt / Narbenbedeckt“. In: Das Theater der fünfziger Jahre. Hrsg. von Günter Häntzschel / Ulrike Leuschner / Sven Hanuschek. Treibhaus, Band 14/15. München: Text+Kritik 2019.